# Leptomyrmula maravignae
Leptomyrmula maravignae är en myrart som beskrevs av Carlo Emery 1891. Leptomyrmula maravignae ingår i släktet Leptomyrmula och familjen myror. Inga underarter finns listade i Catalogue of Life.